# Howl's Moving Castle
Howl's Moving Castle (ハウルの動く城, Hauru no Ugoku Shiro) (in Vlaanderen ook uitgebracht als Howls bewegende Kasteel) is een Japanse animefilm uit 2004 van Hayao Miyazaki, geproduceerd door Studio Ghibli. De film is gebaseerd op het gelijknamige boek van Diana Wynne Jones.
De film ging op 5 september 2004 in première op het Filmfestival van Venetië en won er een Gouden Osella. De film werd in 2006 ook genomineerd voor een Oscar voor beste animatiefilm.

## Verhaal
Sophie is 18 jaar en werkt zich te pletter in een hoedenwinkel. Op weg naar haar zus Lettie loopt ze de knappe tovenaar Howl tegen het lijf. Eenmaal thuis wordt ze vervloekt door de jaloezie van de Heks van Verspilling en verandert ze in een oud gerimpeld vrouwtje. Op zoek naar een manier om de spreuk weer ongedaan te maken besluit Sophie de bergen in te trekken, en stuit ze na een vreemde ontmoeting met een vogelverschrikker op Howls kasteel.
Howl is een notoire tovenaar en heeft de reputatie om de harten van mooie meisjes op te eten. Sophie is echter niet bang, omdat ze zichzelf niet mooi vindt en doopt zich om tot zijn nieuwe huishoudster. Ze leert dat Howl helemaal niet zo gevaarlijk is als men zegt en ontmoet de demon Calcifer en de jonge Markl, die bij Howl woont.
Ondertussen is het land verwikkelt in een oorlog met een buurland, en Howl wordt door de koning opgeroepen te vechten voor zijn land. Howl probeert onder zijn bevel uit te komen en stuurt Sophie naar de koning. Daar ontmoet ze Suliman, de meestertovenares die dreigt om Howls krachten af te nemen als hij geen gehoor geeft aan zijn oproep. Howl weet Sophie ternauwernood te redden uit de handen van Suliman en het duo ontsnapt samen met een sterk verzwakte Heks van Verspilling.
Sophie komt er langzaam achter dat Howls leven sterk is verbonden met dat van Calcifer, de kleine vuurdemoon, en sluit een deal met Calcifer: als Sophie Calcifers geheimzinnige contract met Howl ontrafelt, zal Calcifer haar van haar vloek afhelpen.

## Rolverdeling
| Personage             | Japanse Stemmen                 | Engelse Stemmen   | Nederlandse Stemmen (Movie Affairs DVD) | Nederlandse Stemmen (Netflix) |
| --------------------- | ------------------------------- | ----------------- | --------------------------------------- | ----------------------------- |
| Oma Sophie            | Chieko Baishō                   | Jean Simmons      | Niki Romijn                             | Edna Kalb                     |
| Howl                  | Takuya Kimura                   | Christian Bale    | Patrick van Balen                       | Ricardo Blei                  |
| Heks van verspilling  | Akihiro Miwa                    | Lauren Bacall     |                                         | Simon Zwiers                  |
| Calcifer              | Tatsuya Gashūin                 | Billy Crystal     |                                         | Florus Van Rooijen            |
| Jonge Sophie          | Chieko Baishō                   | Emily Mortimer    | Niki Romijn                             | Elaine Hakkaart               |
| Markl                 | Ryūnosuke Kamiki                | Josh Hutcherson   |                                         | Bo Burger                     |
| Mevrouw Suliman       | Haruko Katō                     | Blythe Danner     | Hilde De Mildt                          | Hetty Heijting                |
| Lettie                | Yayoi Kazuki                    | Jena Malone       |                                         | Nicole Van Dorp               |
| Honey                 | Mayuno Yasokawa                 | Mari Devon        |                                         | Marlies Somers                |
| Rapenkop              | Yō Ōizumi                       | Crispin Freeman   |                                         |                               |
| Koning                | Akio Ohtsuka                    | Mark Silverman    |                                         |                               |
| Bedienden van Suliman | Mitsunori Isaki Makoto Yasumura |                   |                                         |                               |
| Heen (hond)           | Daijirō Harada                  | Dee Bradley Baker |                                         |                               |
| Madge                 | Rio Kanno                       |                   |                                         |                               |
| Kabuto                | Tomoe Hanba                     |                   |                                         |                               |
| Soldaten              | Ken Yasuda Yō Ōizumi            |                   |                                         |                               |
| Taartverkoper         | Hiroyuki Morisaki               |                   |                                         |                               |
| Hashinoue             | Shigeyuki Totsugi               |                   |                                         |                               |
| Visverkoper           | Seiji Sasaki                    |                   |                                         |                               |
| Poortwachter          | Takuma Otomo                    |                   |                                         |                               |

In de Nederlandstalige versie, uitgebracht door Movie Affairs in 2006, zijn de stemmen van Patrick van Balen, Anke Helsen, Katrien De Becker, Peter Van Gucht, Niki Romijn, Hilde De Mildt, en Vicky Florus te horen.
Omstreeks 2021, toen Netflix de rechten tot het gehele oeuvre van Ghibli verkreeg, kreeg de Dubbingstudio Iyuno Media Group Hilversum opdracht om een nieuwe Nederlandstalige dub te produceren. Deze werd vertaald door Marc Dollevoet, en geregisseerd door Dimitri Stolk.

## Achtergrond
Diana Wynne Jones had wel contact met Studio Ghibli tijdens de productie van de film, maar had geen invloed op het productie zelf. In de zomer van 2004 ging Miyazaki naar Engeland om Jones een privé-voorstelling van de film te geven. Ze was ondanks de veranderingen die aan waren gebracht aan het verhaal erg tevreden over het resultaat.
De film is gedurende het eerste 1/3 stuk identiek aan het boek qua plot. Daarna gaat de film duidelijk een eigen richting op, waarin veel van Miyazaki’s favoriete thema’s zijn verwerkt zoals luchtschepen, bekering, natuurlijke landschappen, Europese en Japanse gemeenschappen uit de periode 1860–1945, en niet-menselijke personages die de protagonist bijstaan. De focus van de film ligt nog altijd op Sophie en haar vloek, maar het verhaal speelt zich af tegen de achtergrond van een oorlog die kenmerken vertoont van zowel de Eerste als Tweede Wereldoorlog.
Veel van de personages uit het boek zijn aangepast voor de film. In het boek probeert Howl te ontkomen aan zijn taak om mee te helpen zoeken naar een verloren tovenaar en een prins. In de film weigert hij mee te vechten in een nationale oorlog vanwege zijn pacifistische ideeën. Deze plot is gebaseerd op Miyazaki’s eigen politieke kijk. In het boek is Howl’s leerling, Michael, een tiener. In de film is hij nog een kind. In het boek heeft Sophie twee zussen, in de film maar een. De Heks van verspilling is in het boek een jonge vrouw, maar in de film een oude lelijke vrouw die duidelijk de rol overneemt van de angstaanjagende schurk uit het boek. Calcifer is in het boek een grote vuurdemon, maar in de film een klein vlammetje.

## Prijzen en nominaties
| jaar | prijs                    | categorie                                           | genomineerde(n)                                                                   | uitslag     |
| ---- | ------------------------ | --------------------------------------------------- | --------------------------------------------------------------------------------- | ----------- |
| 2004 | Filmfestival van Sitges  | Audience award                                      | Hayao Miyazaki                                                                    | Gewonnen    |
| 2004 | Filmfestival van Sitges  | Beste film                                          | Hayao Miyazaki                                                                    | genomineerd |
| 2004 | Filmfestival van Venetië | Gouden Osella                                       | -                                                                                 | Gewonnen    |
| 2004 | Filmfestival van Venetië | Gouden Leeuw                                        | -                                                                                 | genomineerd |
| 2005 | Hollywood Film Award     | animatie van het jaar                               | Hayao Miyazaki                                                                    | Gewonnen    |
| 2005 | LAFCA Award              | beste muziek                                        | Joe Hisaishi, Youmi Kimura                                                        | Gewonnen    |
| 2005 | Mainichi Film Concours   | Readers' Choice Award – beste film                  | Hayao Miyazaki                                                                    | Gewonnen    |
| 2005 | NYFCC Award              | beste animatiefilm                                  | -                                                                                 | Gewonnen    |
| 2005 | SDFCS Award              | beste animatiefilm                                  | -                                                                                 | Gewonnen    |
| 2005 | Satellite Awards         | Outstanding Motion Picture, Animated or Mixed Media | -                                                                                 | genomineerd |
| 2006 | Academy Award            | Oscar voor beste animatiefilm                       | Hayao Miyazaki                                                                    | genomineerd |
| 2006 | Saturn Award             | beste animatiefilm                                  | -                                                                                 | genomineerd |
| 2006 | Annie Award              | Beste animatie                                      | -                                                                                 | genomineerd |
| 2006 | Annie Award              | Beste regie voor een animatieproductie              | Hayao Miyazaki                                                                    | genomineerd |
| 2006 | Annie Award              | Beste scenario voor een animatieproductie           | Hayao Miyazaki, Donald H. Hewitt, Cindy Davis Hewitt                              | genomineerd |
| 2006 | Critics' Choice Award    | beste animatie                                      | -                                                                                 | genomineerd |
| 2006 | Hong Kong Film Award     | beste Aziatische film                               | -                                                                                 | genomineerd |
| 2006 | Silver Ribbon            | Beste regisseur – buitenlandse film                 | Hayao Miyazaki                                                                    | genomineerd |
| 2006 | Golden Reel Award        | Beste geluidsmontage in een film – animatie         | Petra Bach, Toru Noguchi, Yukio Hokari, Mizuki Itou, Masaya Kitada, Akihiko Okase | genomineerd |
| 2006 | OFCS Award               | Beste animatie                                      | -                                                                                 | genomineerd |
| 2006 | Young Artist Award       | Beste familiefilm – animatie                        | -                                                                                 | genomineerd |
| 2007 | Nebula Award             | beste scenario                                      | Hayao Miyazaki, Cindy Davis Hewitt, Donald H. Hewitt                              | Gewonnen    |